# كأس إسكتلندا 1993–94
كأس اسكتلندا 1993–94 (بالإنجليزية: 1993–94 Scottish Cup)‏ هو موسم من كأس اسكتلندا. فاز فيه دندي يونايتد.